# Misery (canção de hide)
"Misery" é o quinto single do músico japonês hide, lançado em 24 de junho de 1996 pela MCA Victor.
Em 2 de maio de 2007, o single foi relançado com uma capa ligeiramente diferente. Em 4 de agosto de 2010, foi relançado novamente como parte do segundo lançamento em "The Devolution Project", que foi um lançamento dos onze singles originais de hide em vinil de disco de imagem.

## Recepção
Alcançou a terceira posição nas paradas da Oricon Singles Chart e foi certificado ouro pela RIAJ em julho de 1996.

## Faixas
Todas as faixas escritas e compostas por hide. 
| N.º | Título             | Duração |  |
| 1.  | "Misery"           | 5:01    |  |
| 2.  | "LEMONed I Scream" | 2:49    |  |

## Créditos
Créditos de acordo com o encarte do single.
- hide - vocais, guitarra, baixo, produção, arranjo
- Kazuhiko "I.N.A" Inada - coprodutor, programador, engenheiro de gravação em "Misery", engenheiro de gravação e mixagem em "LEMONed I Scream"
- Eric Westfall - engenheiro de gravação e mixagem em "Misery"

## Versões cover
"Misery" e "LEMONed I Scream" foram gravados por Glay e Shame, respectivamente, no álbum tributo a Hide de 1999, Hide Tribute Spirits. O Glay apresentou seu cover ao vivo em 31 de julho de 1999 em seu festival Glay Expo '99 Survival, que foi gravado ao vivo e usado como lado b no single de 2000 "Happiness: Winter Remix". "Misery" também foi tocada ao vivo por DaizyStripper no hide memorial summit em 3 de maio de 2008 e mais tarde naquele mesmo dia Hurdy Gurdy (Seizi Kimura da Zeppet Store) tocou "LEMONed I Scream". Uma versão de estúdio de "Misery" de DaizyStripper aparece no álbum de tributo Tribute II -Visual Spirits-, lançado em 3 de julho de 2013. May fez um cover da faixa-título no Tribute VI -Female Spirits-, enquanto a versão de Glay foi remixada pelo membro do Spread Beaver I.N.A no Tribute VII -Rock Spirits-. Ambos os álbuns foram lançados em 18 de dezembro de 2013.